# مطاط اصطناعي

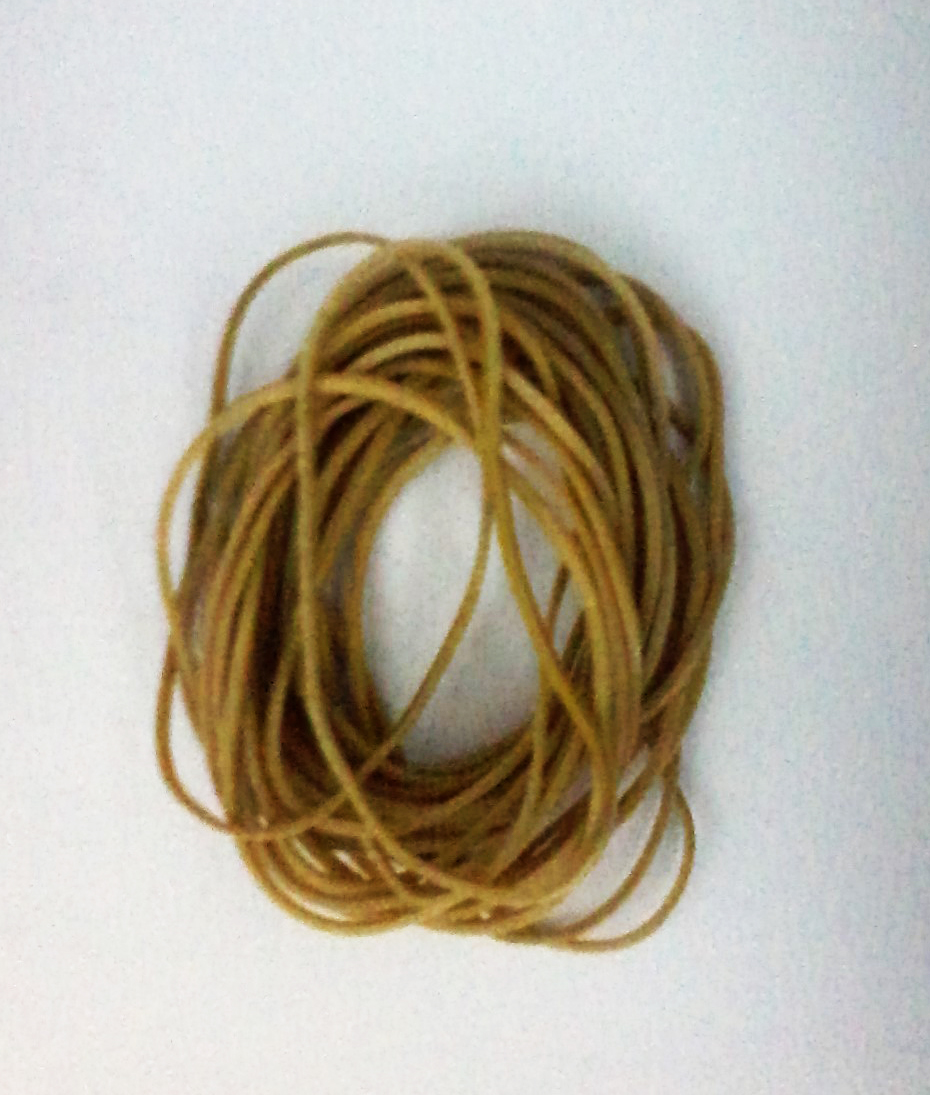
مطاط صناعي

المطاط الصناعي ظل المطاط الطبيعي دون منافس نحو قرن من الزمان، وانتشر استخدامه بصفة خاصة في إطارات السيارات والجرارات وغيرها من الأغراض.
ونظرا للتوسع الصناعي الذي حدث في بعض دول العالم في بداية القرن العشرين، فقد أصبحت كميات المطاط الطبيعي المنتجة من مزارع أشجار «الهيفيا» غير كافية لمقابلة احتياجات مختلف الصناعات، ولذلك كانت هناك حاجة ملحة لاستنباط مادة أخرى مشابهة لها نفس خواص المطاط الطبيعي ويمكن استعمالها بديلا له.وكانت أولى هذه المحاولات على بعض علماء الكيمياء في ألمانيا، فعندما قامت الحرب العالمية الأولى عام 1914 م انقطعت موارد المطاط الطبيعي الآتية من الشرق الأقصى عن ألمانيا، ولهذا شعرت ألمانيا بحاجاتها الشديدة لإيجاد بديل لهذا المطاط. وكان على علماء الكيمياء أن يجدوا أولا تركيب المطاط الطبيعي حتى يستطيعوا القيام بتحضير مادة مشابهة لها.

## اكتشافه
وقد كان العالم الشهير "فاراداي" أول من اكتشف أن المطاط الطبيعي يتكون من عنصري الكربون والهيدروجين فقط، أن نسبة وجودهما فيه هي خمس ذرات من الكربون إلى ثماني ذرات من الهيدروجين أي أن صيغة المطاط الطبيعي الأولية هي "C5H8.
وقد تم فصل مركب غير مشبع من المطاط بتقطيره، وسمي هذا المركب «أيسوبرين» وتم التعرف عليه عام 1860وأمكن تحويله بعد ذلك إلى بوليمر سمى «بولي أيسوبرين» يشبه المطاط الطبيعي في صفاته.
وبناء على هذه المعلومات نجح الألمان في أثناء الحرب العالمية الأولى في تحضير نوع من المطاط ببلمرة مركب غير مشبع يعرف باسم «ثنائي ميثيل بيوتادايين» وأطلق عليه اسم «المطاط المثيلي» وأنتج منه نحو 150 طنا في الشهر طوال مدة الحرب العالمية الأولى، ولكن أوقف إنتاجه بعد ذلك لارتفاع تكلفته وعدم صلاحيته للاستعمال في كل الأغراض.

## بداية التصنيع
وقد نجحت شركة «باير» الألمانية عام 1935 م في إنتاج نوعين من المطاط، عرف أولهما باسم (بونا S)
وهو يحضر ببلمرة مشتركة للبيوتادايين والأكريلونتريل، وقد استعملت في هذه البلمرة عوامل مساعدة مثل فوق بورات الصوديوم، وبعض فوق الأكاسيد الأخرى.
ويمتاز مطاط (بونا S) بعد فلكنته بمقاومة لفعل النار، وعدم تأثره بطول مدة التخزين، وكذلك بمقاومته الكبيرة للبري والسحج، أما مطاط (بونا N)فيمتاز بمقاومته العالية للانتفاخ بزيت البترول ومنتجاته، كما يتميز بخواصه العازلة للكهرباء.

## التمدد
يتمدد المطاط في الأماكن الدافئة، بسبب زيادة حجم الجزيئات في داخله، فيتمدد بصورة مباشرة.

## خاتمة
وهكذا نرى أن الكيمياء قد ساهمت بشكل فعال في سد احتياجات السوق العالمي ومختلف الصناعات بتقديمها لأنواع متعددة ومتغيرة الخواص من المطاط الصناعي شديد الاحتمال، مثل مطاط النترايل والإثيلين بروبيلين، والمطاط الفلوري والمطاط الحراري والمطاط الرغوي وغيرها، وتستعمل هذه الأنواع المختلفة من المطاط في مختلف الأغراض، كما في صناعة إطارات السيارات والأشرطة والسيور والحقائب والأحذية والأرضيات والإسفنج الصناعي

## مقالات ذات صلة
- مطاط.
- صمغ عربي.